# Andreas Kleinert

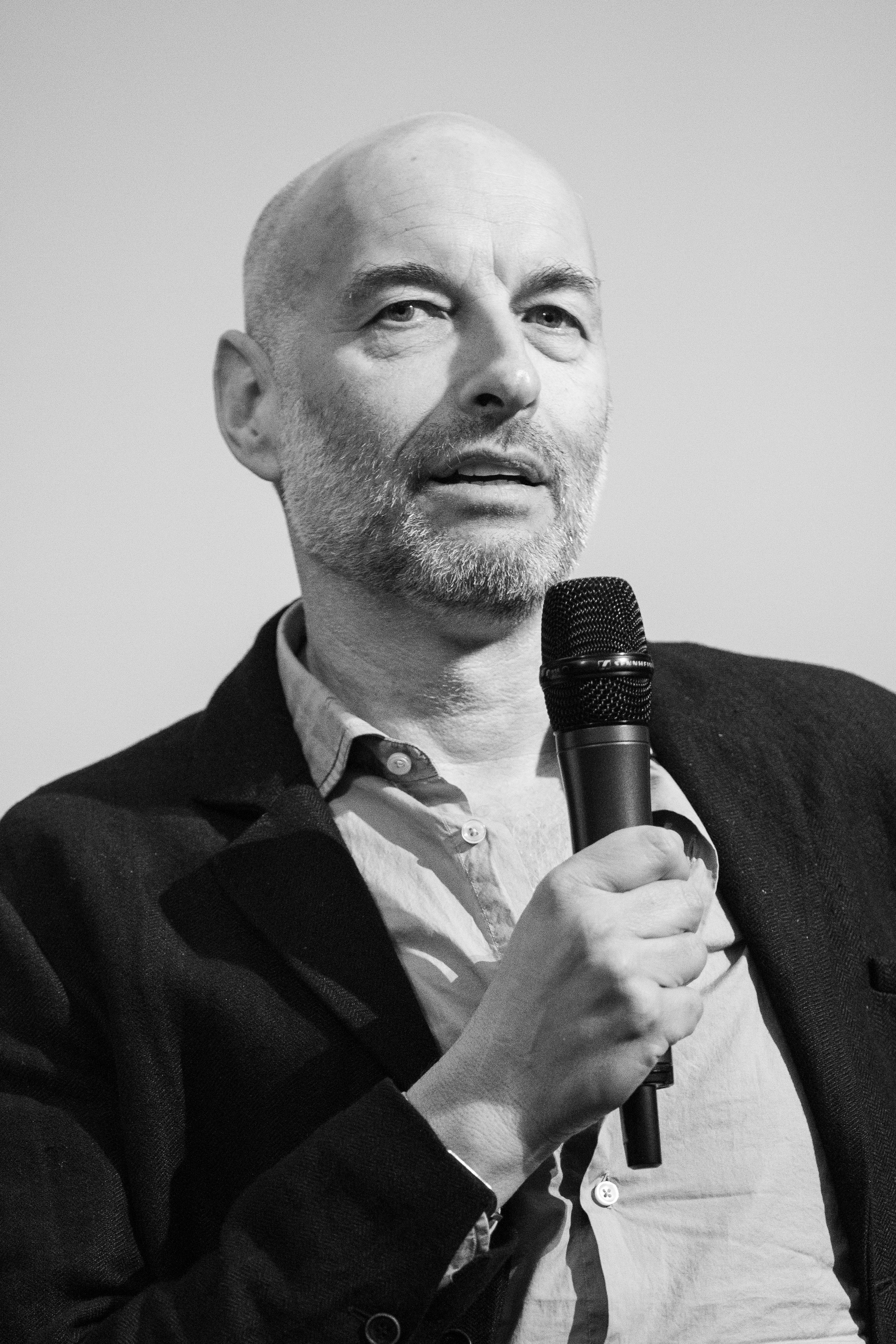
Andreas Kleinert 2019 auf dem Deutschen Fernsehkrimi-Festival in Wiesbaden

Andreas Kleinert (* 1962 in Ost-Berlin) ist ein deutscher Autor, Filmregisseur und Hochschullehrer.

## Leben
Kleinert arbeitete nach dem Abitur als Transportarbeiter, dann als Ausstattungsassistent in den Potsdamer DEFA-Studios. Dort war er 1983/84 auch als Regieassistent tätig, unter anderem bei Rainer Simons Die Frau und der Fremde. Von 1984 bis 1989 absolvierte er ein Regiestudium an der Hochschule für Film und Fernsehen Konrad Wolf, der heutigen Filmuniversität Babelsberg. Seit 1989 arbeitet er hauptberuflich als Autor und Regisseur.
Gleich sein Debütwerk Leb wohl Joseph wurde in den Wettbewerb des Filmfestivals von Locarno 1989 eingeladen. Für seine Fernseharbeiten Verlorene Landschaft, Wege in die Nacht, Mein Vater und Polizeiruf 110: Kleine Frau erhielt er jeweils den Adolf-Grimme-Preis, für Mein Vater zudem den International Emmy Award als bester Fernsehfilm.
Freischwimmer war nach einer Reihe von Fernsehproduktionen Kleinerts erster Kinofilm seit 1999. Er wurde auf den Filmfestspielen von Venedig 2007 für den Queer Lion Award nominiert.
Für die Regie an dem Kinofilm Lieber Thomas (2021), eine Filmbiografie über Thomas Brasch, wurde er 2022 mit dem Deutschen Filmpreis ausgezeichnet.
Seit 2006 ist Andreas Kleinert Professor im Studiengang Film- und Fernsehregie an seiner ehemaligen Ausbildungsstätte, der Filmuniversität Babelsberg.

## Filmografie

### Kino
- 1989: Leb’ wohl Joseph
- 1992: Verlorene Landschaft
- 1997: Im Namen der Unschuld
- 1999: Wege in die Nacht
- 2007: Freischwimmer
- 2010: Barriere
- 2016: HEDDA
- 2021: Lieber Thomas

### Fernsehen
- 1995: Neben der Zeit
- 1998: Denk ich an Deutschland – Niemandsland
- 1999: Wege in die Nacht
- 1999: Klemperer – Ein Leben in Deutschland (sieben Folgen)
- 2000: Schimanski: Tödliche Liebe
- 2001: Kelly Bastian – Geschichte einer Hoffnung
- 2001:  Polizeiruf 110 – Bei Klingelzeichen Mord
- 2003:  Polizeiruf 110 – Verloren
- 2003: Mein Vater
- 2004: Schimanski: Das Geheimnis des Golem
- 2004: Polizeiruf 110 – Winterende
- 2006:  Polizeiruf 110 – Kleine Frau
- 2006: Hurenkinder
- 2006: Als der Fremde kam
- 2008:  Polizeiruf 110 – Rosis Baby
- 2009: Haus und Kind
- 2009:  Polizeiruf 110 – Endspiel
- 2010: 20x Brandenburg: Menschen, Orte, Geschichten (Fernsehdokumentation)
- 2011: Nacht ohne Morgen
- 2012: Tatort: Fette Hunde
- 2013: Die Frau von früher
- 2013: Tatort: Borowski und der Engel
- 2014: Monsoon Baby
- 2015: Tatort: Freddy tanzt
- 2015: Herr Lenz reist in den Frühling
- 2016: Sag mir nichts
- 2016: Hedda
- 2018: Spätwerk
- 2018: Tatort: Freies Land
- 2019: Tatort: Borowski und das Glück der Anderen
- 2019: Tatort: Die ewige Welle
- 2021: Tatort: Wo ist Mike?
- 2022: Tatort: Flash
- 2024: Tatort: Borowski und der Wiedergänger
- 2024: Tatort: Lass sie gehen

## Auszeichnungen (Auswahl)
- 1993: Adolf-Grimme-Preis für Verlorene Landschaft,
- 2001: Adolf-Grimme-Preis für Wege in die Nacht
- 2003: International Emmy Award als bester Fernsehfilm für Mein Vater
- 2003: Adolf-Grimme-Preis für  Mein Vater
- 2006: Adolf-Grimme-Preis für Polizeiruf 110: Kleine Frau
- 2009: Fernsehfilmpreis der Deutschen Akademie der Darstellenden Künste für Haus und Kind
- 2009: Publikumspreis beim Filmkunstfest Mecklenburg-Vorpommern für Haus und Kind
- 2009: Hamburger Krimipreis für Polizeiruf 110: Rosis Baby
- 2009: Robert-Geisendörfer-Preis (Regie, Kategorie Fernsehen: Polizeiruf 110: Rosis Baby)
- 2021: Tallinn Black Nights Film Festival Grand Prix für Lieber Thomas
- 2022: Deutscher Filmpreis (Regie, Lieber Thomas)